# Carlos Garfias Merlos
Carlos Garfias Merlos (Tuxpan, 1º gennaio 1951) è un arcivescovo cattolico messicano, dal 5 novembre 2016 arcivescovo metropolita di Morelia.

## Biografia
Carlos Garfias Merlos è nato il 1º gennaio 1951 a Tuxpan, arcidiocesi di Morelia e stato federato del Michoacán, nella parte centrale del Messico.
Ha ricevuto l'ordinazione sacerdotale il 23 novembre 1975 incardinandosi, ventiquattrenne, come presbitero dell'arcidiocesi di Morelia.
Il 24 giugno 1996 papa Giovanni Paolo II lo ha nominato, quarantacinquenne, 5º vescovo di Ciudad Altamirano; è succeduto a José Raúl Vera López, O.P., nominato vescovo coadiutore di San Cristóbal de Las Casas il 14 agosto 1995. Ha ricevuto la consacrazione episcopale il successivo 25 luglio, nell'atrio della cattedrale di San Giovanni Battista a Ciudad Altamirano, per imposizione delle mani di Girolamo Prigione, arcivescovo titolare di Lauriaco e nunzio apostolico in Messico, assistito dai co-consacranti monsignori Rafael Bello Ruiz, arcivescovo metropolita di Acapulco, e Alberto Suárez Inda, arcivescovo metropolita di Morelia; ha preso possesso della sua sede durante la stessa cerimonia. Come suo motto episcopale il neo vescovo Garfia Merlos ha scelto Cristo es nuesta paz, che tradotto vuol dire "Cristo è nostra pace".
L'8 luglio 2003 papa Wojtyła lo ha trasferito, cinquantaduenne, alla sede diocesana di Netzahualcóyotl; è succeduto al settantaseienne monsignor José María Hernández González, dimessosi per raggiunti limiti d'età.
Il 7 giugno 2010 papa Benedetto XVI lo ha promosso, cinquantanovenne, 4º arcivescovo metropolita di Acapulco; è succeduto al settantaseienne monsignor Felipe Aguirre Franco, dimissionario per raggiunti limiti d'età. Il 29 giugno seguente, giorno della solennità dei Santi Pietro e Paolo, si è recato presso la basilica di San Pietro in Vaticano, dove il pontefice gli ha imposto il pallio, simbolo di comunione tra la Santa Sede e il metropolita. Ha preso possesso dell'arcidiocesi, nella cattedrale di Nostra Signora della Solitudine ad Acapulco, il 24 luglio dello stesso anno.
Il 5 novembre 2016 papa Francesco lo ha trasferito, sessantacinquenne, alla sede metropolitana di Morelia; è succeduto al settantasettenne cardinale Alberto Suárez Inda, dimissionario per raggiunti limiti d'età. Il 18 gennaio 2017 ha preso possesso dell'arcidiocesi, nella cattedrale del Santissimo Salvatore a Morelia. Il 29 giugno seguente si è recato nuovamente presso la basilica di San Pietro per la consegna del pallio, che gli è stato imposto in una cerimonia successiva.
Dal 13 novembre 2018 al 10 novembre 2021 è stato vicepresidente della Conferenza dell'Episcopato Messicano.

## Genealogia episcopale
La genealogia episcopale è:
- Cardinale Scipione Rebiba
- Cardinale Giulio Antonio Santori
- Cardinale Girolamo Bernerio, O.P.
- Arcivescovo Galeazzo Sanvitale
- Cardinale Ludovico Ludovisi
- Cardinale Luigi Caetani
- Cardinale Ulderico Carpegna
- Cardinale Paluzzo Paluzzi Altieri degli Albertoni
- Papa Benedetto XIII
- Papa Benedetto XIV
- Papa Clemente XIII
- Cardinale Marcantonio Colonna
- Cardinale Giacinto Sigismondo Gerdil, B.
- Cardinale Giulio Maria della Somaglia
- Cardinale Carlo Odescalchi, S.I.
- Cardinale Costantino Patrizi Naro
- Cardinale Lucido Maria Parocchi
- Papa Pio X
- Cardinale Gaetano De Lai
- Cardinale Raffaele Carlo Rossi, O.C.D.
- Cardinale Amleto Giovanni Cicognani
- Arcivescovo Girolamo Prigione
- Arcivescovo Carlos Garfias Merlos